# Африканска хубара
Африканската хубара (Chlamydotis undulata) е вид птица от семейство Otidae. Видът е световно застрашен, със статут Уязвим.

## Разпространение
Африканската хубара е разпространена в Северна Африка и Югозападна Азия.